# Jacob Christensen
Jacob Jensen Christensen, född 1873 och död 1924, var en dansk journalist och politiker.
Christensen var 1893-98 typograf, och blev 1900 redaktör för Silkeborg Socialdemokrat. Livligt kommunalt intresserad var Christensen 1906-10, och från 1913 medlem av Folketinget, där han var en av socialdemokraternas mest bemärkta män och medlem av partistyrelsen.